# Атанес, Карлос
Карлос Атанес (родился 8 ноября 1971 года в Барселона, Испания) — испанский режиссёр, сценарист, писатель и драматург. Он является членом кооператива кинематографистов (основанного Йонас Мекас, Ширли Кларк, Кен Джейкобс, Энди Уорхол и Джек Смит и другими). Его первый законченный полнометражный фильм — «FAQ: часто задаваемые вопросы», который он выпустил в 2004 году. Фильм получил награду за лучший художественный фильм в Афинах на «Панораме независимых режиссеров» в 2005 году, а также был номинирован на «Мелиш д’Аржен» в Fantasporto того же года.

#### прием
Критики часто выражают сложность оценки кинематографии Атана, а иногда даже воздерживаются от ее оценки, поскольку это необычные фильмы, которые не соответствуют стандартной классификации. Дэйв Дж. Уилсон из «Кинематографических потрясений» говорит о «Максимальном стыде»: «Он существует вне кинематографической нормы, не следуя ее соглашениям (…), это чисто визуальное искусство, а не реальное повествование, похожее на сновидение, философское мышление. Вопрос не в том, хорошо это или нет, поскольку не соответствует кинематографическим соглашениям. Поэтому я не буду давать оценку этому обзору, так как мне сложно судить об этом на таких условиях. Нравится ли вам фильм или нет, но в конечном итоге вы все, скорее всего, придете к одному и тому же выводу, что это по крайней мере уникальная работа». Фильм"Угроза", тем временем, говорит, что в Галлино «Цыпленок»- это целая вселенная творчества хотя и тот, который может отражать или не отражать этот план реальности, какой мы его знаем. Я не знаю, что здесь применимо традиционное ощущение того, как мы реагируем на кино. Это больше художественный опыт, чем простой фильм (…) Я не знаю, что это для всех (или кого-либо), но он, безусловно, уникален".

#### Как писатель
Помимо своей работы сценаристом и драматургом, Карлос Атанес опубликовал несколько книг и эссе по вопросам культуры, кино и Магия Хаоса.

##### Фильмография как режиссер
- Чудесный мир птицы Куку (1991)
- Аргентинские Рыбы а-ля Пейксера (1991)
- Парк (1992)
- Ментальный Тенор (1993)
- Метаморфоза Франца Кафки (1993)
- Метамиды и Метаболики (1995)
- Морфинг (1996)
- Борнео (1997)
- Семь холмов Рима (1998)
- Добро пожаловать в Испанию (1999)
- Киберпространство под контролем (2000)
- Пердурабо (Где Алистер Кроули?) (2003)
- FAQ: часто задаваемые вопросы (2004)
- Проксима (2007)
- Сделано в Проксиме (2007)
- Кодекс Atanicus (2007)
- Королева криков (2008)
- Максимальный позор (2010)
- Галлино, куриная система (2012)
- Романс Бизарро (2017)

##### Выпущенные пьесы
- 2021 — Король марса
- 2021 — Батори
- 2019 — Антивещество
- 2019 — Как долго ты?
- 2019 — в Прагу и поехали
- 2018 — Линия горизонта
- 2018 — Чехов ниже нуля
- 2017 — Секс и омлет
- 2017 — Мостренская страсть
- 2016 — бабушка Франкенштейна
- 2016 — Любовь в коробке
- 2015 — забытый гений
- 2015 — Прогулка по тревожной долине
- 2015 — Мужские святые
- 2015 — эмоциональное порно
- 2014 — пятый сезон гребаного Вивальди
- 2014 — кран стоимостью 5 000 000 евро
- 2014 — Общественные прически
- 2013 — Триумф посредственности
- 2013 — Тонкая некрофилия
- 2013 — Маленькие секреты
- 2013 — Романс Бизарро
- 2012 — дождь
- 2012 — Хищник
- 2011 — Человек с кремовым пистолетом
- 2011 — Кобра в плетеной корзине